# تاريخ بوميرانيا

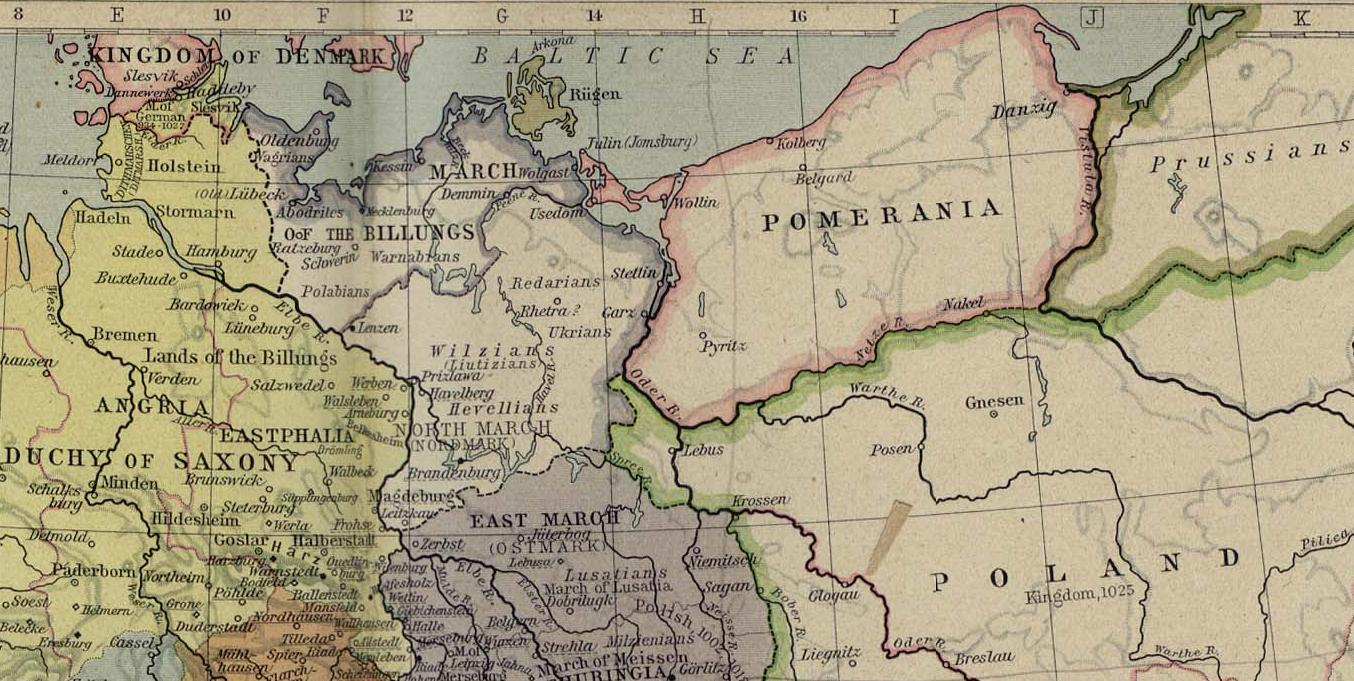

يبدأ تاريخ بوميرانيا قبل فترة قصيرة من بداية عام 1000 م مع غزوات مستمرة من قبل الحكام البولان الذين وصلوا حديثًا. قبل ذلك دُوّن وجود المنطقة قبل 2000 عام تقريبًا باسم جيرمانيا، وفي العصر الحديث تنقسم بوميرانيا بين ألمانيا وبولندا. يُستمد اسم بوميرانيا من كلمة بو مور السلافية، والتي تعني أرض على البحر.
بدأ الاستيطان في تلك المنطقة بحلول نهاية تجمد فايسلي، قبل نحو 13 ألف عام. عُثر على بقايا أثرية لثقافات مختلفة خلال العصر الحجري والبرونزي، ولشعوب فينيتي والشعوب الجرمانية خلال العصر الحديدي، والفايكنغ والقبائل السلافية خلال العصور الوسطى. ابتداءًا من القرن العاشر، استحوذت بولندا سلالة بياست في العديد من المناسبات على أجزاء من الإقليم من الجنوب الشرقي، في حين وصلت الإمبراطورية الرومانية المقدسة والدانمارك إلى الإقليم لتوسيع أراضيها من الغرب والشمال.
في العصور الوسطى العليا، باتت المنطقة مسيحية وحكمت من قبل دوقات محليين من سلالة آل غريفين والسامبوريديس، الذين كانوا في أوقات عديدة تابعين للدانمارك والإمبراطورية الرومانية المقدسة وبولندا. منذ أواخر القرن الثاني عشر، بقيت دوقية بوميرانيا التابعة لسلالة غريفين ضمن الإمبراطورية الرومانية المقدسة وإمارة روغيا ضمن الدنمارك، في حين تصارعت الدانمارك وبرادينبورغ وبولندا والفرسان التيوتونيون على السيطرة في بوميراليا سامبوريدي. نجح الفرسان التيوتونيون في ضم بوميراليا إلى إمارتهم التيوتونية في مطلع القرن الرابع عشر. في الآونة نفسها، بدأ التوسع الألماني الشرقي بتحويل بوميرانيا إلى منطقة مستوطنة من قبل الألمان، واصل الوينديون المتبقون، الذي باتوا يُعرفون بالسلوفينسيين والكاشوبيين، الاستيطان في الريف الشرقي. في عام 1325 انتهى خط أمراء روغيا (روغين)، ووُرثت الإمارة من قبل سلالة غريفين، الذين شاركوا بنفسهم في صراع براندينبورغ-بوميرانيا حول السيطرة ضمن الدوقية التي كانت مقسمة داخليًا أغلب الأوقات. في عام 1466، مع هزيمة النظام التيوتوني، باتت بوميراليا خاضعة للتاج البولندي كجزء من بروسيا الملكية. في حين أن دوقية بوميرانيا تبنّت الإصلاح البروتستانتي في عام 1534، بقيت كاشوبيا مع الكنيسة الكاثوليكية الرومانية. دمرت حرب الثلاثين عامًا والحروب اللاحقة بوميرانيا إلى حد كبير وأخلت معظمها من السكان. مع انقراض سلالة غريفين خلال الفترة ذاتها، قُسمت دوقية بوميرانيا بين الإمبراطورية السويدية وبراندينبورغ-بروسيا في عام 1648.
سيطرت بروسيا على أجزاء جنوبية من بوميرانيا السويدية في عام 1720. وسيطرت على ما تبقى من بوميرانيا السويدية في عام 1815، وحين أجلي الاحتلال الفرنسي خلال الحروب النابلونية. أعيد تنظيم بوميرانيا براندينبورغ-بروسيا السابقة والأجزاء السويدية السابقة في مقاطعة بوميرانيا البروسية، في حين جُعلت بوميراليا جزءًا من مقاطعة بروسيا الغربية في تقاسم بولندا. مع بروسيا، انضمت كلتا المقاطعتين إلى الإمبراطورية الألمانية المؤسسة حديثًا في عام 1871. في أعقاب هزيمة الإمبراطورية في الحرب العالمية الأولى، باتت بوميراليا جزءًا من الجمهورية البولندية الثانية (الممر البولندي) وأُسست مدينة دانزيغ الحرة. توسعت مقاطعة بوميرانيا التابعة لألمانيا في عام 1938 لتضم أجزاءًا شمالية من مقاطعة بروسيا الغربية-بوسين السابقة. رحّل النازيون اليهود البوميرانيين إلى مقاطعة قرب لوبلين وأقاموا مذابح جماعية باليهود والبولنديين والكاشوبيين في بوميرانيا في مخطط لإبادة اليهود والبولنديين وإضفاء الطابع الألماني على الكاشوبيين.
في أعقاب هزيمة ألمانيا النازية في الحرب العالمية الثانية، نُقلت الحدود الألمانية البولندية غربًا باتجاه خط أودر-نايسه ووضعت كامل بوميرانيا تحت السيطرة العسكرية السوفييتية. أصبحت المنطقة الواقعة غرب الخط جزءًا من ألمانيا الشرقية، وباتت المناطق الأخرى جزءًا من جمهورية بولندا الشعبية على الرغم من أنها لا تضم عددًا كبيرًا من السكان البولنديين.